# Sylvan Lake (South Dakota)
Sylvan Lake is een kunstmatig meer in het Custer State Park van de Black Hills in de Amerikaanse staat South Dakota. Het meer bevat meerdere rotseilandjes en heeft op sommige plaatsen rotsachtige oevers.

## Beschrijving
Het meer ontstond in de jaren 1880-1892 toen Theodor Reder de Sylvan Lake Water Dam aanlegde in de Sunday Gulch Creek. Het meer werd aanvankelijk Custer Lake genoemd maar kreeg al snel de huidige naam.
In 1893 bouwde Reder nabij de dam, aan de oever van het meer, een hotel naar het ontwerp van zijn echtgenote Elizabeth. Het hotel brandde af in 1935 maar werd twee jaar later weer herbouwd. Het is in eigendom van de staat.
Een drietal wandelroutes werden in de omgeving van het meer uitgezet, namelijk: de Black Elk Peak trail, de Sunday Gulch trail of de Sylvan Lake Shore trail. Het meer biedt mogelijkheden voor waterrecreatie als vissen; in de winter komen bezoekers om te schaatsen en skiën.
In de nabijheid van dit meer vindt men nog andere bezienswaardigheden in en rond de Black Hills waaronder Mount Rushmore en de Crazy Horse Memorial.

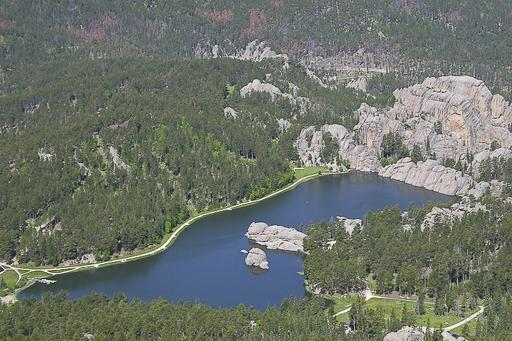
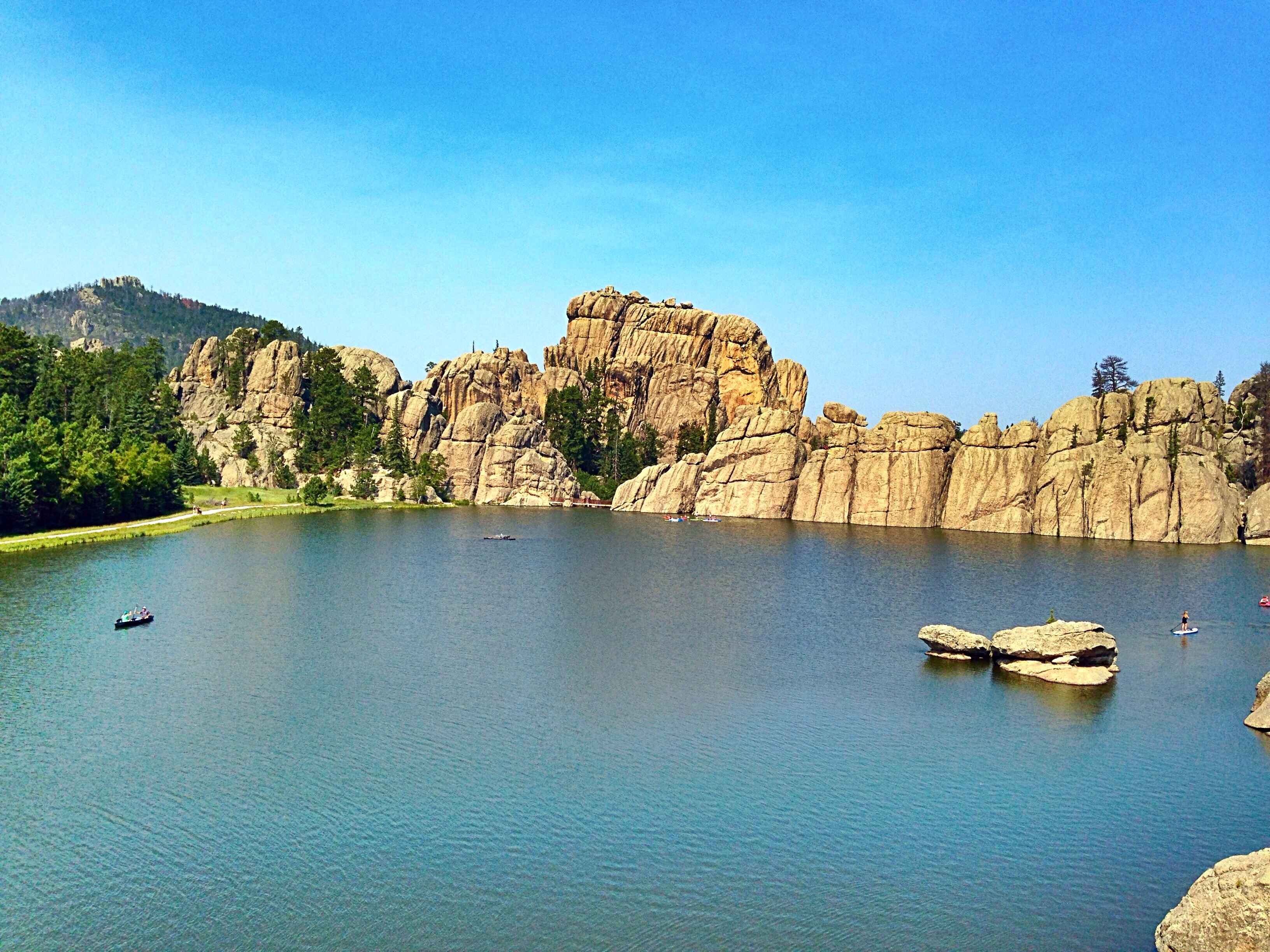
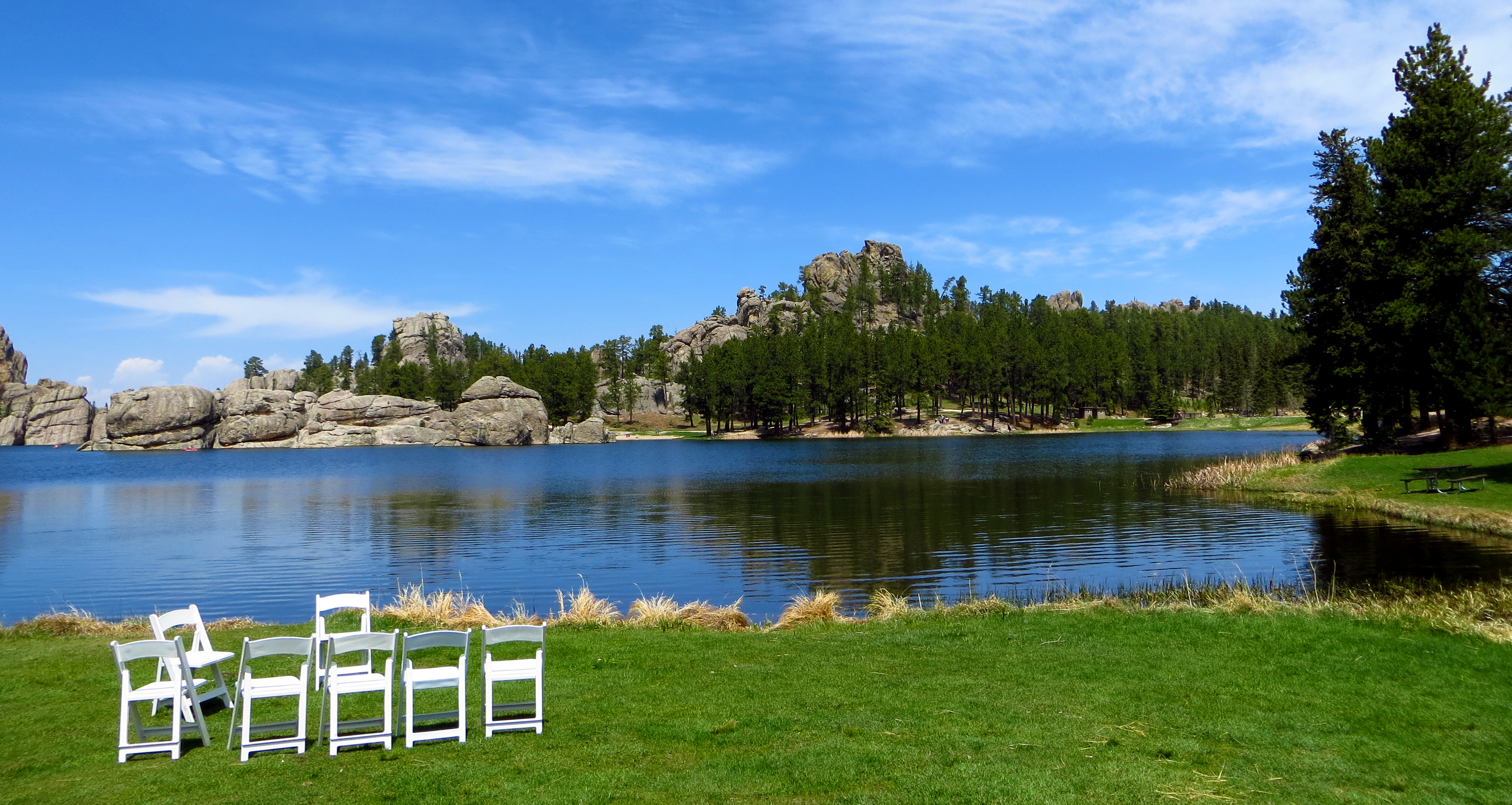
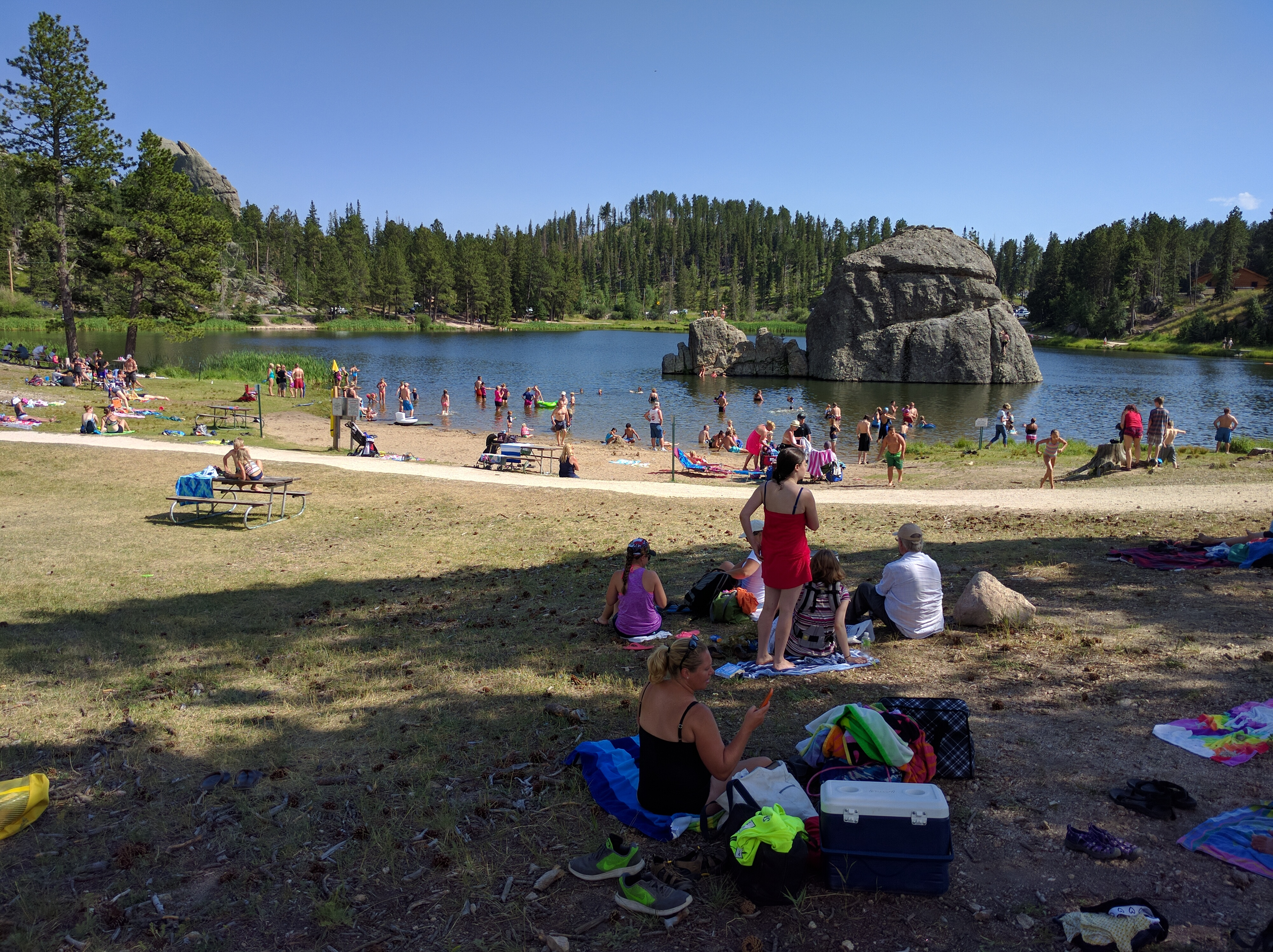